# W domu u...
W domu u... – program telewizyjny.

## Lista odcinków
1. Moby Dick, Jewel
2. Sebastian Bach, Lit
3. Big Boi, A.J. McLean, Sugar Ray
4. Destiny's Child, P.O.D.
5. Snoop Dogg, Silkk the Shocker
6. Busta Rhymes, Trick Daddy, Tommy Lee
7. Pamela Anderson, Poison, Foo Fighters
8. Jermaine Dupri, Dream, No Doubt
9. Xzibit, Boy George, Penny Hardaway
10. Howie Dorough, Brandy, Kathy Griffin
11. Ice-T, Incubus, Redman
12. Babyface, Missy Elliott, Jacoby Shaddix
13. Chyna, Tony Hawk, Usher
14. Jr. – 3LW, Dream, Destiny's Child
15. Mariah Carey
16. Nelly, O-Town, Russell Simmons
17. Rob Zombie, Jamal Anderson, Sum 41
18. Laura Prepon, James King, Jason Schwartzman
19. Damon Stoudamire, Jerry Stackhouse, Jason Kidd
20. Ricky Williams, Ali Landry, Cash Money
21. The Osbournes, Donovan McNabb, Ludacris
22. Lil’ Romeo, Travis Barker, Kerr Smith
23. Keyshawn Johnson, Jason Taylor
24. Mark Hoppus, Jamie Kennedy, Cee-Lo
25. Fieldy, Beverley Mitchell, Naughty By Nature
26. Gene Simmons, Downtown Julie Brown, Alien Ant Farm
27. Patti LaBelle, Fatboy Slim, BB Mak
28. LeAnn Rimes, Dave Meyers, Sammy Hagar
29. Jamie Lynn Sigler, Wayne Newton, Gary Payton
30. Natalie Raitano, John Leguizamo, Dave Buckner (Papa Roach)
31. Playboy Mansion
32. Curtis Martin, Morgan Rose, Shaggy
33. Trina, Ted Nugent, Ray Lewis
34. Fat Joe, Jerry Cantrell, Rasheed Wallace
35. Paulina Rubio, Scarface, Roy Jones Jr.
36. Stephan Jenkins, Baby, TJ Lavin
37. Molly Sims, Simon Cowell, Iann Robinson
38. Robbie Williams, Carey Hart, Jerry O’Connell
39. Simon Rex, Cuttino Mobley, New Found Glory
40. Andy Dick featuring Rodleen Getsic, Trick Daddy, Eric Koston
41. Missy Elliott, Puck, Dave Mirra
42. Shaquille O’Neal
43. Macy Gray, Brian McKnight, Sully
44. Kelly Rowland, Terrell Owens, Josey Scott, Devon Sawa
45. Aaron Carter, Kylie Bax, Shaun White
46. Wilmer Valderrama, Naomi Campbell, Ray Buchanan
47. Rachel Hunter, Shannon Elizabeth, Sam Madison
48. Pauly Shore, Baron Davis, Travis Pastrana
49. Russell Simmons, Marcellus Wiley
50. Jaime Pressly, Youngbloodz, Joseph Kahn
51. Chris Pontius, Bob Burnquist, Kendall Gill
52. Cribs Adventure with Ludacris & Ashanti
53. Carmelo Anthony, Ryan Pinkston, Ying Yang Twins
54. David Banner, Maroon 5, Mat Hoffman
55. Hanson, Peter Gruner/Torrie Wilson, Roy Williams
56. Kimberly Stewart, Ty Law, Chad Gilbert
57. Lil Wayne, Steve Francis, Antonio Sabato Jr.
58. Lil Jon, Richard Branson, Bobby Taylor
59. Omarion, Ryan Sheckler, Chad Kroeger
60. Marques Houston, Cash Money, Casey Mears
61. Hulk Hogan, Alanis Morissette, Jamie McMurray
62. Moby, Clinton Portis, Tara Dakides
63. Craig David, Jermaine Dye, Bucky Lasek
64. Johnny Damon, Vince Neil, Ivan Tedesco
65. Tony Hawk, JoJo i Ryan Nyquist
66. Bam Margera, Q i Warwick Stevenson
67. LeAnn Rimes, Michael Rosenbaum, Supercross Champ Chad Reed
68. Carmelo Anthony, Frankie J, Ricky Carmichael
69. Bow Wow, Rick Thorne, Al Harris
70. Damon Dash, Brooke Valentine, Tony Gonzalez
71. Whips, Rides, & Dubs Edition IV
72. Rob Schneider, Tyrese Gibson, Jenners
73. AJ McLean, Nick Van Exel, Dee Snider
74. Bloodhound Gang, Livan Hernandez, Micha
75. Jagged Edge, Beverley Mitchell, Zach Randolph
76. Pras, Kathy Griffin, Andruw Jones
77. Vanessa Carlton, Will Demps, David Draiman
78. Paulina Rubio, Three 6 Mafia, Landon Donovan
79. Joey Fatone, Gorillaz, Thomas Jones
80. Leah Remini, Damon Jones, Ryan Cabrera
81. Carlos Mencia, Dem Franchise Boyz, Gabrielle Reece, Laird Hamilton
82. Rod Coleman, Pretty Ricky, Juelz Santana
83. Slim Thug, Sean Avery, Aly & AJ
84. Bobby Valentino, Derrick Johnson, John John Florence
85. Joel Madden, Teddy Geiger, Osi Umenyiora
86. Dallas Austin, Floyd Mayweather, Lumidee
87. Kim Kardashian, Roy Williams, DJ Unk
88. 50 Cent